# Coup de Jarnac
 (juillet 2023).
Si vous disposez d'ouvrages ou d'articles de référence ou si vous connaissez des sites web de qualité traitant du thème abordé ici, merci de compléter l'article en donnant les références utiles à sa vérifiabilité et en les liant à la section « Notes et références ».
 (juillet 2023).
L'expression « coup de Jarnac » désigne un coup violent, habile et imprévu. Elle a pris une connotation de coup déloyal ou pernicieux, qui n'existait pas à l'origine. Dans son sens premier et d’escrime, il s’agit d’un coup à l’arrière du genou ou de la cuisse, rendu célèbre par Guy Chabot de Jarnac, qui le porte lors d'un duel judiciaire en 1547 devant le château de Saint-Germain-en-Laye.

## Guy de Jarnac et le duel de 1547

### Genèse du duel

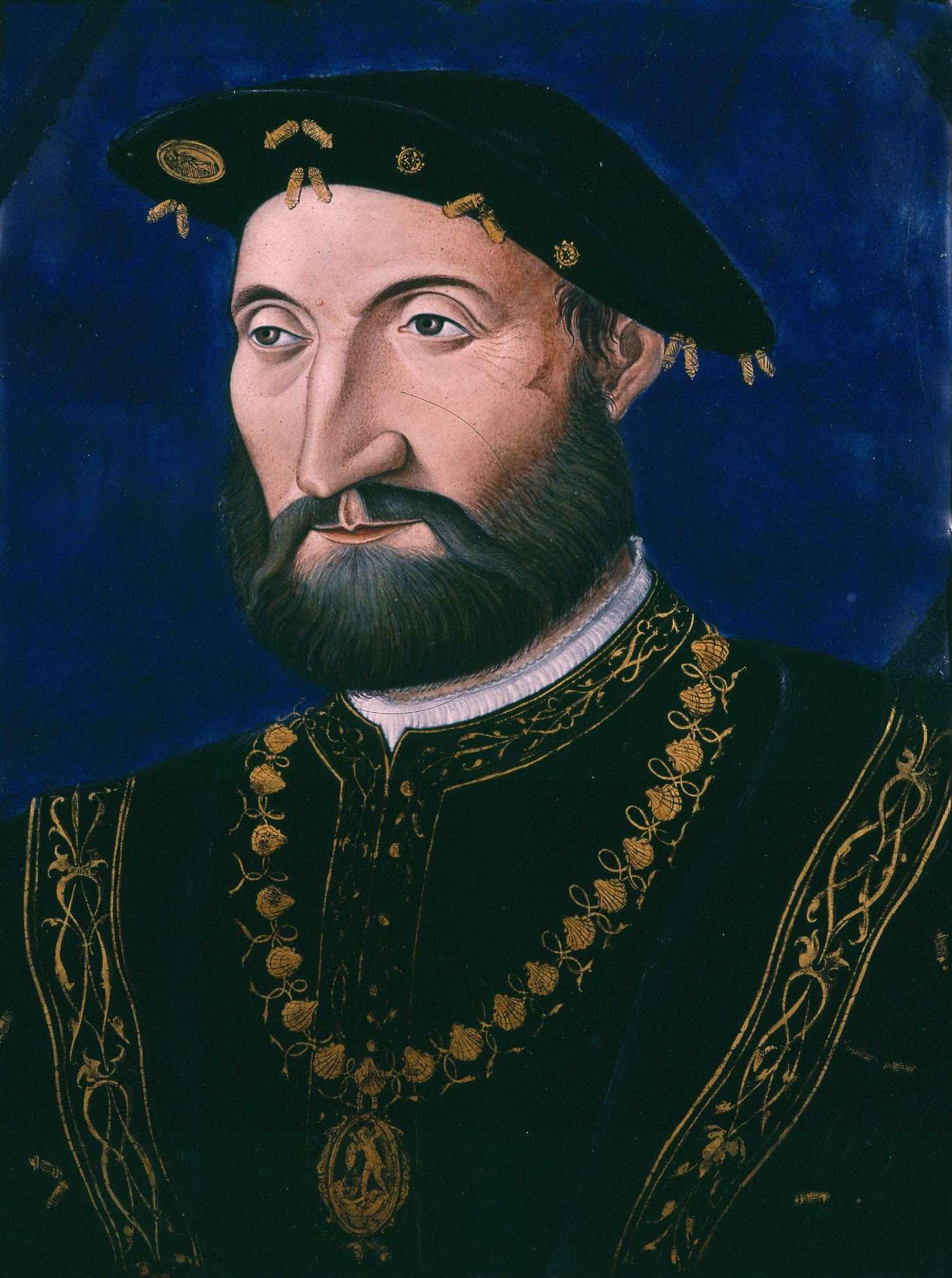
Guy Chabot, baron de Jarnac.

Guy Chabot de Saint-Gelais, futur deuxième baron de Jarnac, s’était marié en mars 1540 à Louise de Pisseleu, sœur de la duchesse d’Étampes, maîtresse de François Ier. Celle-ci était en constante rivalité avec Diane de Poitiers, maîtresse du Dauphin, le futur Henri II. Un jour qu'on demandait à Guy Chabot d'où lui venait la richesse de ses vêtements, celui-ci répondit qu'il la devait à la générosité de sa belle-mère (plus précisément sa marâtre), Madeleine de Puyguyon, seconde épouse de son père, le baron Charles Chabot. Ces propos, tenus devant Diane de Poitiers et le Dauphin, furent opportunément déformés pour ridiculiser ce proche de la duchesse d'Étampes. Le Dauphin fit courir le bruit que cette générosité cachait des faveurs bien spéciales.
Quand ces rumeurs parvinrent aux oreilles de Guy Chabot, il opposa un fort démenti, dut convaincre son père de son innocence et de celle de sa marâtre, et demanda réparation. Il n'était pas pensable qu'il pût provoquer le Dauphin en duel. C'est François de Vivonne, seigneur de La Châtaigneraie, ami du Dauphin et redoutable bretteur, qui se dévoua pour dire qu'il était l’auteur de ces bruits, et qu’il n’avait d’ailleurs fait que répéter ce que Guy Chabot lui avait dit.
Chabot ne put, à son tour, que demander au roi la permission de venger son honneur, mais François Ier la refusa toute sa vie, bien conscient qu’il ne s’agissait là que de « querelles de femmes jalouses ».

### Organisation du duel
En 1547, à l’avènement d'Henri II, Chabot renouvelle sa demande, qui fut alors accueillie favorablement. Mais la réputation de La Châtaigneraie en tant qu’escrimeur était telle que Chabot prit dans l’intervalle des leçons avec un spadassin italien — le capitaine Caize selon Brantôme —, qui lui enseigna un coup de revers inconnu jusque-là. Jarnac n’est donc pas l’inventeur du coup qui porte son nom, mais seulement son promoteur. Selon le neveu de François de Vivonne, ce maître d’escrime conseilla également à Chabot, qui avait le choix des armes, d'imposer un équipement qui gênerait les mouvements de son adversaire.
Le duel eut lieu le 10 juillet 1547, dans un champ clos de bataille dans le pré au-devant du château de Saint-Germain-en-Laye. Aux deux bouts du champ, on construisit deux loges en bois où chacun des deux combattants se tint après avoir reçu une épée, un poignard et après avoir choisi chacun ses parrains et ses écuyers. Tous les préparatifs terminés, le roi avec toute sa cour se plaça sur un amphithéâtre et fit signe à un héraut de proclamer le combat. Celui-ci annonça cette proclamation : « De par le Roi, laissez aller les vaillants combattants et, sous peine de la vie qu'il soit fait aucun signe de la main, du pied, de l’œil, de la voix ou en toussant, ni autre faveur de l'un et de l'autre »,.

### Déroulement du combat
« Cette proclamation terminée, la Châtaigneraie, comme agresseur, sortit le premier de sa loge, Jarnac sortit ensuite de la sienne, l'un et l'autre s'avancèrent d'un pas égal et assuré. D'abord, ils se portèrent plusieurs coups sans se toucher, cependant la Châtaigneraie ayant porté la jambe droite un peu trop en avant, Jarnac lui atteignit le jarret, et, l'ayant terrassé du coup qu'il lui donna, il le tenait sous lui en se tournant vers le Roi pour demander s'il n'aurait pas assez satisfait à son honneur. Celui-ci appela aussitôt messire Anne de Montmorency pour prendre son avis. Mais pendant leur discours, la Châtaigneraie ayant fait quelques efforts pour se remettre sur ses pieds, Jarnac le désarma et allait le tuer, si le Roi, pour faire cesser le combat, n'eût jeté son bâton dans le champ en signe de holà. Jarnac fut déclaré vainqueur aux applaudissements de toute l'assemblée. Son adversaire fut emporté grièvement blessé et mourut quelque temps après, tant de sa blessure que de la douleur d'avoir été vaincu en présence du Roi »

— Monographie communale de Saint-Germain-en-Laye.

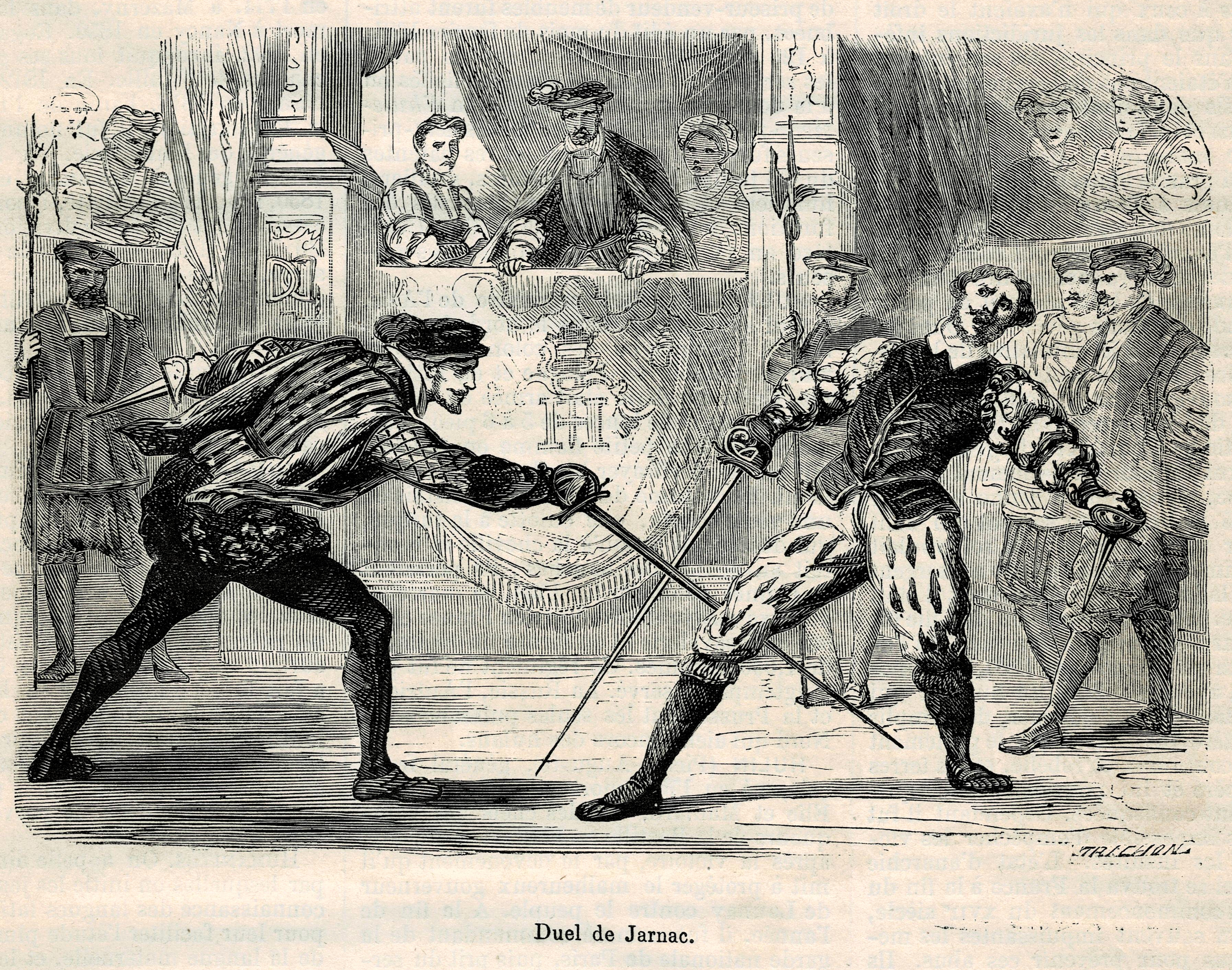
Jarnac porte un coup à la jambe de la Châtaigneraie.

On dit que La Châtaigneraie, s’attendant à remporter facilement le duel, avait prévu de donner un superbe repas le jour même du duel. Humilié de cette défaite, il arrache les pansements de sa blessure et meurt le lendemain.
Le roi fut si touché de la mort de La Châtaigneraie que, sur l'heure même, il indiqua que jamais plus, il ne permettrait de duels publics. Ce duel est donc le dernier exemple, en France, de duel judiciaire autorisé par la magistrature.

## Évolution de l'expression

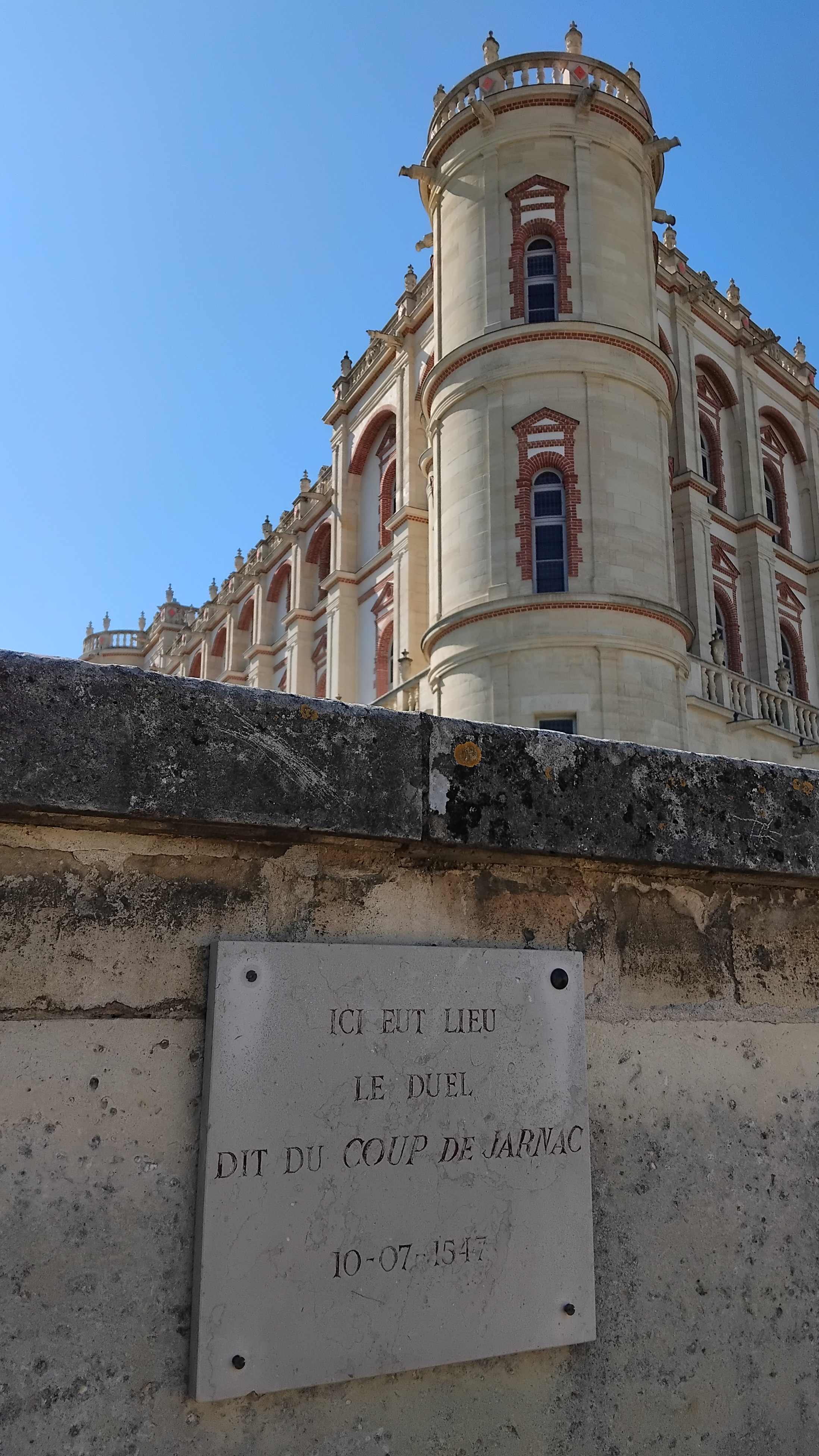
Plaque devant le château de Saint-Germain-en-Laye : « Ici eut lieu le duel dit du coup de Jarnac le 10 juillet 1547 ».

L’expression devient bientôt synonyme d’habileté. Cependant, elle prend à partir du Dictionnaire de Trévoux (fin du XVIIIe siècle, publié par les jésuites, alors que Jarnac était protestant) un sens péjoratif, qu’elle a encore parfois aujourd’hui : 

« Coup de Jarnac, coup mortel et imprévu. Il lui a donné un coup de Jarnac, le coup de Jarnac : ce qui se prend toujours en mauvaise part, pour un tour auquel on ne s’attend pas, qui ruine quelqu’un, ou détruit la fortune, par allusion au duel où Jarnac tua la Châtaigneraie par un coup imprévu. »

Émile Littré prend plutôt parti pour l'acception d’origine :

« Gui de Chabot Jarnac, dans un duel, le 10 juillet 1547, fendit d’un revers de son épée le jarret à son adversaire François de Vivonne, seigneur de La Châtaigneraie. Ce coup fut trouvé très habile et fournit une expression proverbiale, qui a pris un sens odieux ; mais c’est un tort de l’usage, car le coup de Jarnac n’eut rien que de loyal, et le duel se passa dans toutes les règles de l’honneur. À la suite de cela, un jarnac s’est dit aussi pour un poignard. »

Dans Petites Misères de la vie conjugale d'Honoré de Balzac, le premier chapitre s'appelle ainsi.